# Acrias tuberosa
Acrias tuberosa är en stekelart som först beskrevs av De Santis, Urban och Alfred Byrd Graf 1973.  Acrias tuberosa ingår i släktet Acrias och familjen finglanssteklar. Inga underarter finns listade i Catalogue of Life.